# كاتسوغي أويدا
كاتسوغي أويدا (باليابانية: 上田勝次) هو مصارع محترف ياباني، ولد في 15 ديسمبر 1945 في اليابان، وتوفي بنفس المكان في 20 أبريل 2017 بسبب نوبة قلبية.

## روابط خارجية
- كاتسوغي أويدا على موقع CageMatch worker (الإنجليزية)